# Festung Rüsselsheim
Die Festung Rüsselsheim ist eine ehemalige Wehranlage in Rüsselsheim am Main. Sie beherbergt heute unter anderem das 1976 gegründete Stadt- und Industriemuseum Rüsselsheim.

## Geschichte

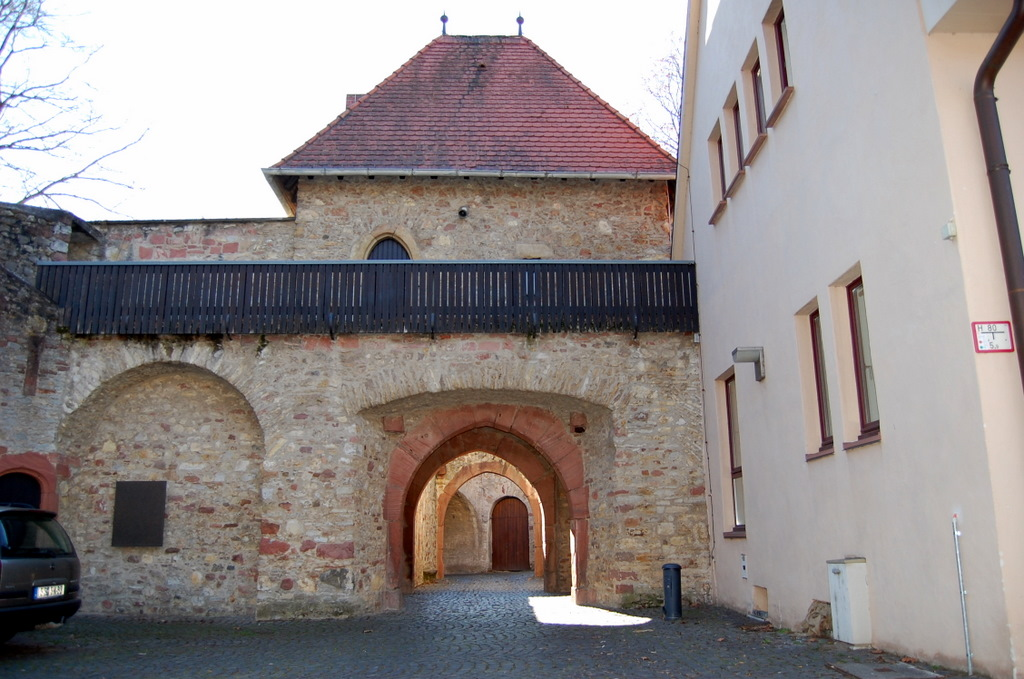
Haupttor der Festung

Erstmals urkundlich erwähnt wurde 1399 eine Burg (Festes Haus) der Grafen von Katzenelnbogen, die die Stellung ihres südlichen Herrschaftsgebietes sichern wollten. Zur eigentlichen Festung wurde die Burg aber erst ab 1479 ausgebaut, als Rüsselsheim unter Heinrich III. von Hessen der Landgrafschaft Hessen zufiel, die dann bis 1546 eine Festungsanlage mit Wällen, Gräben und fünf Bollwerken errichtete.
In den Kriegen der kommenden Jahrhunderte spielte die Festung eine bedeutende Rolle bei der Verteidigung des hessischen Territorialstaates. Nach der Niederlage im Schmalkaldischen Krieg musste Landgraf Philipp der Großmütige die Festung 1547 an Kaiser Karl V. übergeben, der diese schleifen ließ. In den Jahren 1560–1563 wurde sie wieder errichtet.
Französische Truppen nahmen die Festung im Pfälzischen Erbfolgekrieg 1688 ein und sprengten sie am 6. April 1689. Die militärische Bedeutung der Rüsselsheimer Festung war verloren. Ihre Ruinen blieben jahrhundertelang ohne bedeutenden Nutzen und dienten zeitweise als Gefängnis, Lazarett, zur Champignonzucht und als Jugendherberge. Erst 1954, als die Stadt Rüsselsheim die Festung erwarb, wurde sie der Öffentlichkeit zugänglich gemacht. Seit den 1990er Jahren wurde die Festung denkmalgerecht restauriert.

## Heutige Nutzung
Heute sind hier das 1979 mit einem Museumspreis des Europarates ausgezeichnete Stadt- und Industriemuseum Rüsselsheim, das Stadtarchiv, das Café in der Festung und der Heimatverein ansässig. Regelmäßig findet hier ein Kunsthandwerkermarkt statt.

## Galerie

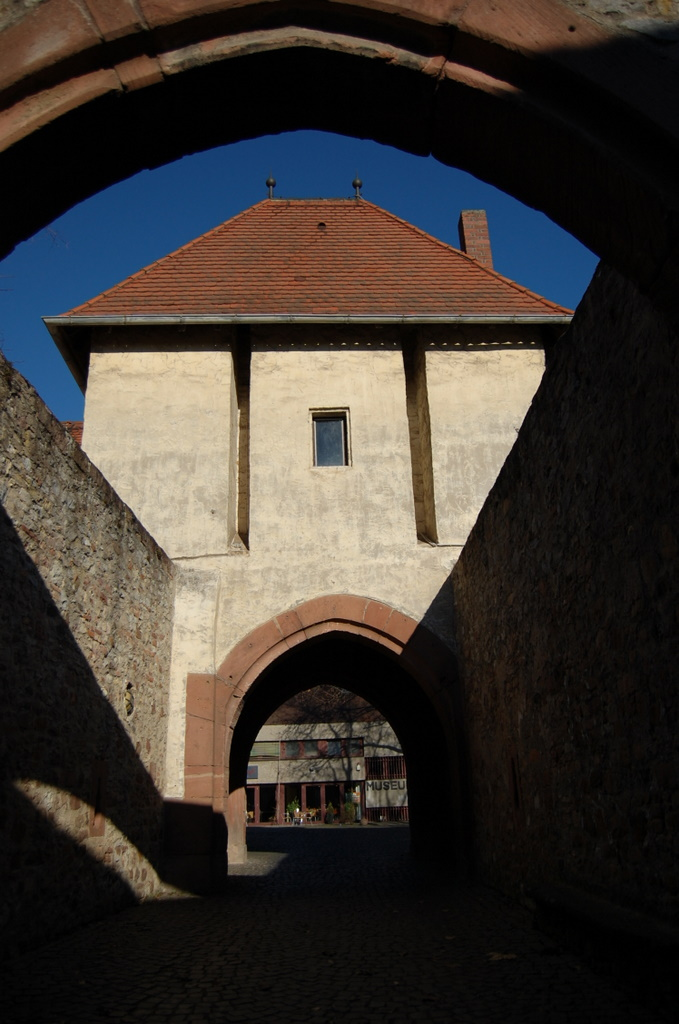
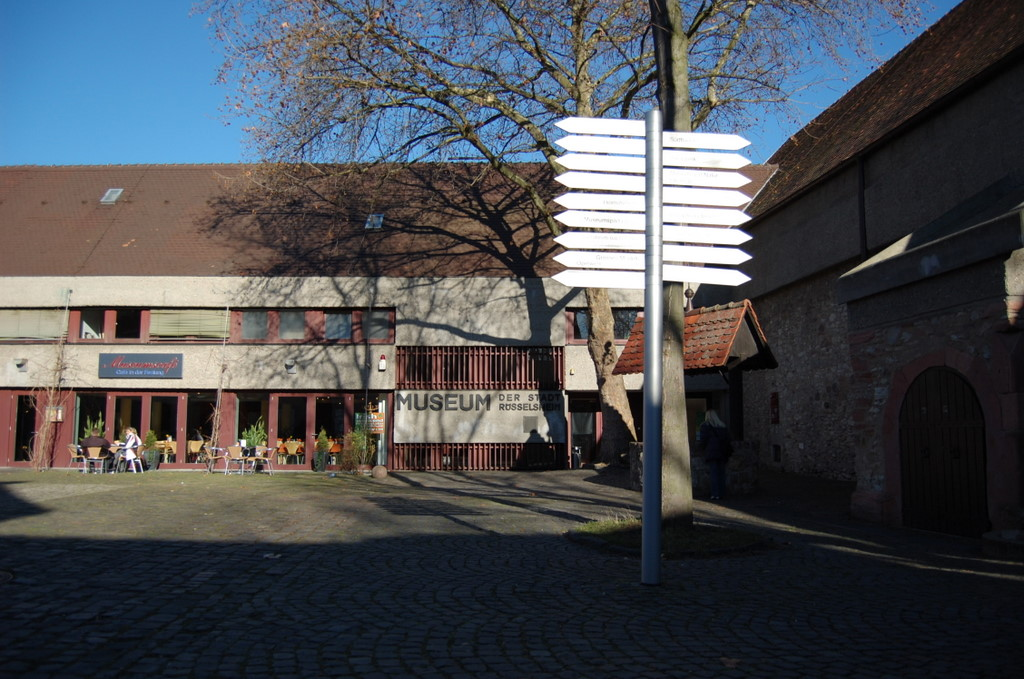
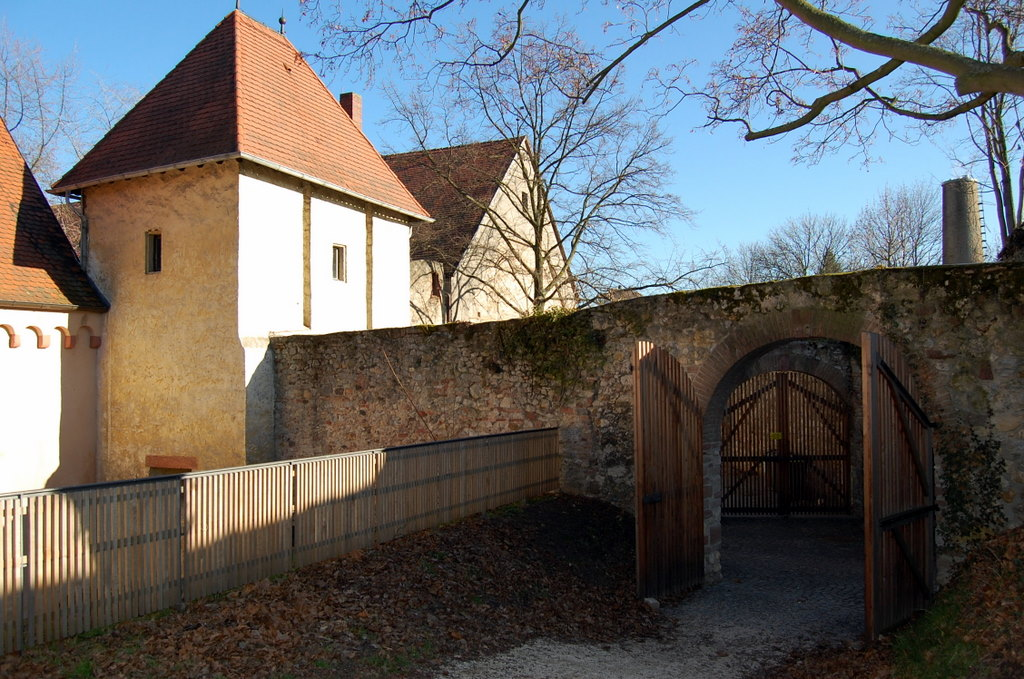
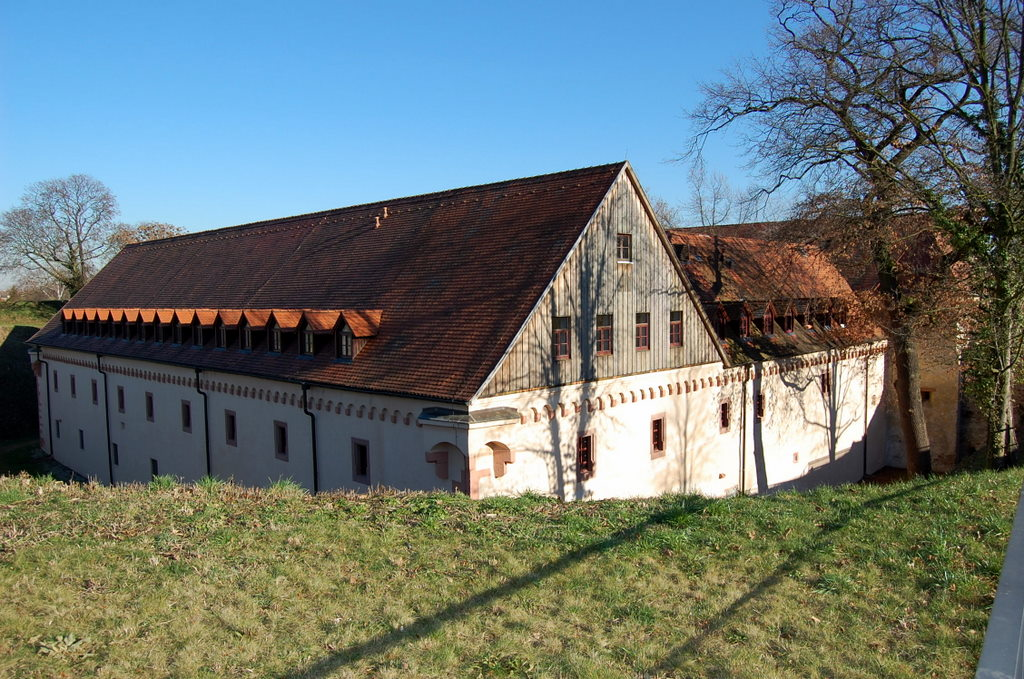
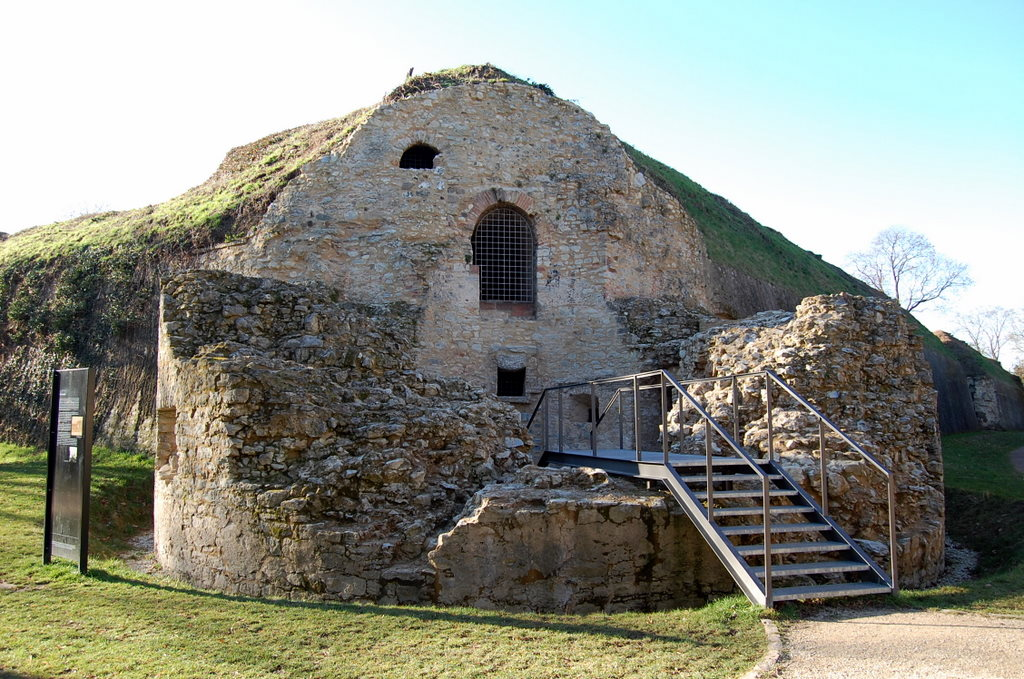
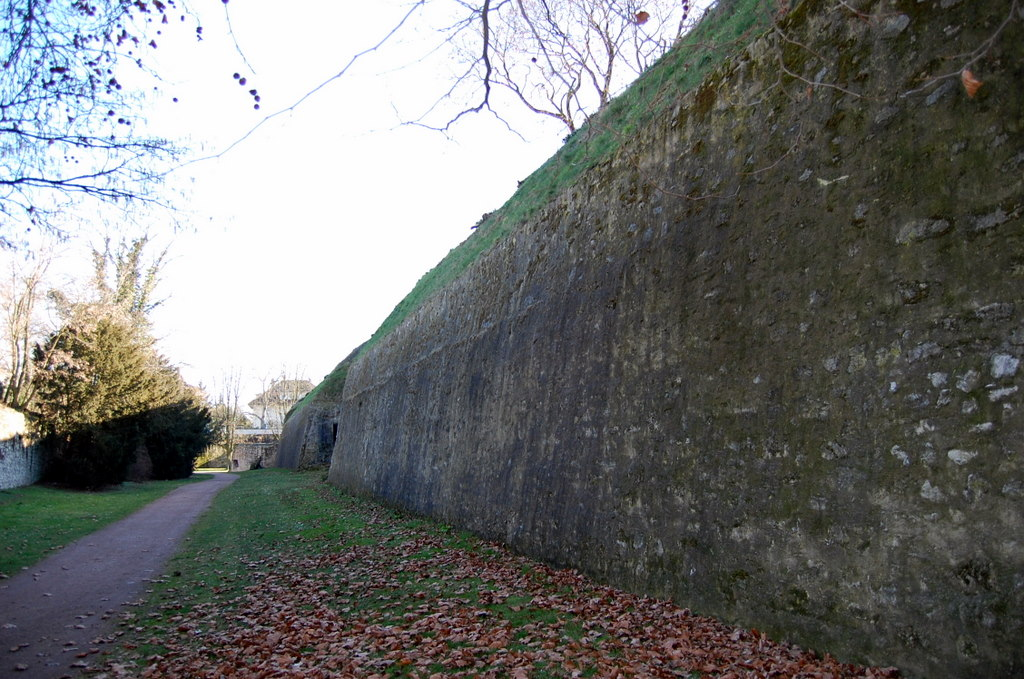
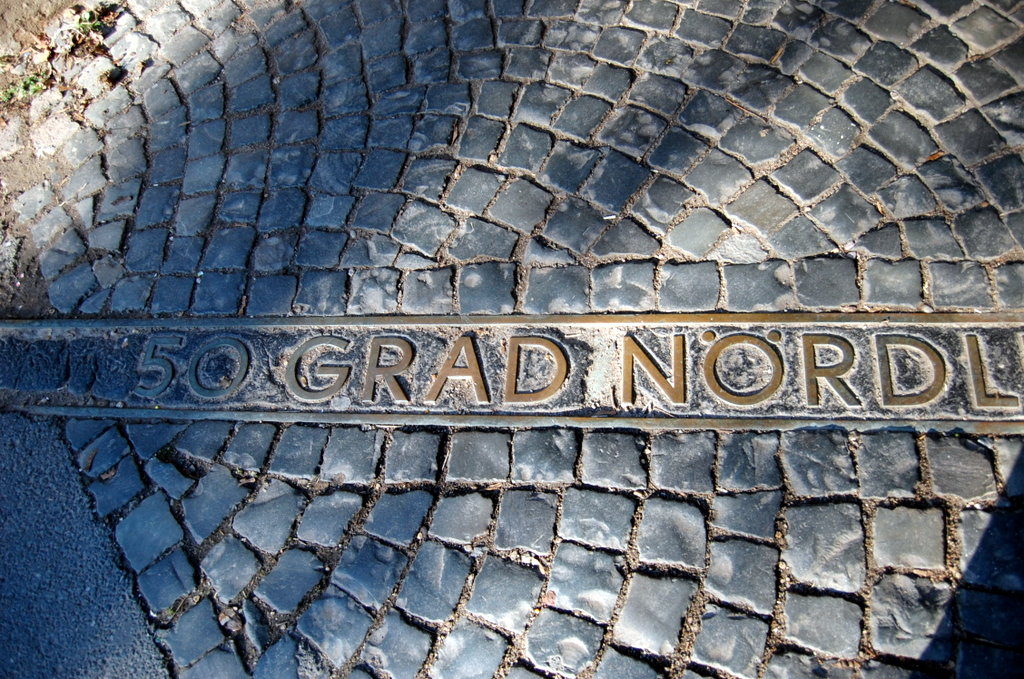